# Globuliny
Globuliny – frakcja białek osocza krwi.
Globuliny są odpowiedzialne za mechanizmy odpornościowe oraz wiążą tłuszcze i glukozę. Są białkami dobrze rozpuszczalnymi w rozcieńczonych roztworach soli, nie rozpuszczają się w czystej wodzie. Ulegają wytrąceniu już przy 50% wysycenia roztworu siarczanem amonu. Skład aminokwasowy globulin obejmuje zazwyczaj od 18 do 20 podstawowych aminokwasów. Globuliny są rozpowszechnione w komórkach i tkankach wszystkich organizmów. Stanowią one istotny składnik cytoplazmy wszystkich komórek. U roślin znaczne ilości globulin nagromadzają się w nasionach, u zwierząt występują one szczególnie obficie w płynach ustrojowych, takich jak osocze krwi czy mleko, oraz tkance mięśniowej.
Na podstawie rozkładu elektroforetycznego dzieli się je na:
- α1-globuliny (alfa1) np.:
  - α1-antytrypsyna
- α2-globuliny (alfa2) np.:
  - α2-globulina, czyli angiotensynogen
  - α2-makroglobulina
  - haptoglobina
  - ceruloplazmina
- β-globuliny (beta), m.in. odpowiedzialne za transport kwasów tłuszczowych i hormonów sterydowych,
  - β2-mikroglobulina
  - hemopeksyna
  - transferryna
  - czynniki krzepnięcia krwi
  - izoaglutyniny (reagują swoiście z substancjami grupowymi zawartymi w erytrocytach)
  - enzymy (np. proteazy, fosfataza, esteraza cholinowa)
  - angiotensyna
  - bradykinina
- γ-globuliny (gamma), zawierają głównie immunoglobuliny (przeciwciała), ale także np. CRP i lizozym.

Immunoglobuliny wchodzące w skład γ-globulin (gamma) dzielą się na pięć klas:
- IgG - najważniejsze w walce z infekcją; warunkują odporność
- IgA - obecne we wszystkich wydzielinach; chronią śluzówki
- IgD - podstawowe receptory powierzchni limfocytów B
- IgM - jako pierwsze pojawiają się w czasie choroby
- IgE - ich ilość rośnie w odpowiedzi na alergen, a także w zakażeniach pasożytniczych.

Przeczytaj ostrzeżenie dotyczące informacji medycznych i pokrewnych zamieszczonych w Wikipedii.